# 2023 no Brasil
Esta é uma cronologia dos principais fatos ocorridos no ano de 2023 no Brasil, o 201º da Independência e 135º da República.

## Incumbentes
- Presidente do Brasil
  - Luiz Inácio Lula da Silva (2023 – atualmente)
- Presidente da Câmara dos Deputados
  - Arthur Lira (2021 – 2025)
- Presidente do Senado Federal
  - Rodrigo Pacheco (2021 – 2025)
- Presidente do Supremo Tribunal Federal
  - Rosa Weber (2022 – 2023)
  - Luís Roberto Barroso (2023 – atualmente)

## Eventos

### Janeiro
- 1.º de janeiro – Luiz Inácio Lula da Silva empossado como 39.º Presidente do Brasil.[1]
- 3 de janeiro – Velório e sepultamento de Pelé na Vila Belmiro em Santos.[2]
- 8 de janeiro –  Golpistas, com pensamentos antidemocráticos, com o intuito de impor discórdia entre apoiadores do ex presidente Jair Bolsonaro, invadem as sedes dos três poderes durante atos antidemocráticos em Brasília. É decretada intervenção federal na segurança pública do Distrito Federal.[3]
- 9 de janeiro – Ibaneis Rocha, governador do Distrito Federal, é afastado do cargo por decisão do ministro do STF Alexandre de Moraes.[4]
- 11 de janeiro — Dez membros de uma família são sequestrados e assassinados no Distrito Federal.[5]
- 14 de janeiro – Ex-ministro da Justiça, Anderson Torres é preso em Brasília sob acusação de facilitar a ação de bolsonaristas durante a invasão as sedes dos três poderes.[6]
- 19 de janeiro – A rede varejista Americanas entra com pedido de recuperação judicial após a descoberta de um rombo financeiro de R$ 20 milhões e o bloqueio de parte das contas motivado por dívidas com credores.[7]
- 20 de janeiro
  - O lateral Daniel Alves é preso na Espanha acusado de agressão sexual.[8]
  - O Ministério da Saúde declara emergência em saúde pública na Terra Indígena Yanomami.[9]
- 28 de janeiro – Encerramento das atividades do Consórcio de Veículos de Imprensa, criado em 2020 para a divulgação de dados da Pandemia de COVID-19 no Brasil.[10]

### Fevereiro
- 1 de fevereiro
  - Rodrigo Pacheco (PSD-MG) é reeleito presidente do Senado Federal.[11]
  - Arthur Lira (PP-AL) é reeleito presidente da Câmara dos Deputados.[12]
- 2 de fevereiro
  - Glória Maria, jornalista e apresentadora, morre aos 73 anos.[13]
  - Ex-deputado Daniel Silveira é preso em Petrópolis por descumprimento de medidas cautelares definidas pelo Supremo Tribunal Federal (STF).[14]
- 5 de fevereiro – Uma embarcação com 14 pessoas a bordo naufraga na Baía de Guanabara, deixando 3 mortos e 5 desaparecidos.[15]
- 13 de fevereiro – Fortes chuvas causam inundações e deslizamentos de terra em São Gonçalo, região metropolitana do Rio de Janeiro.[16]
- 15 de fevereiro – Com o enredo "A Caminho das Terras do Sol Poente", Mocidade Unida da Glória conquista o título do Carnaval de Vitória pela oitava vez.[17]
- 18 de fevereiro – Fortes chuvas causam inundações e deslizamentos de terra em municípios do litoral de São Paulo.[18]
- 21 de fevereiro – Com o enredo "Yasuke", Mocidade Alegre conquista o título do Carnaval de São Paulo pela décima primeira vez, quebrando um jejum de nove anos sem vencer.[19]
- 22 de fevereiro – Com o enredo "O aperreio do cabra que o excomungado tratou com má-querença e o santíssimo não deu guarida", Imperatriz Leopoldinense conquista o título do Carnaval do Rio de Janeiro pela nona vez, quebrando um jejum de 22 anos sem vencer.[20]

### Março
- 8 de março – Desabamento de parte do teto do Osasco Plaza Shopping, na Grande São Paulo. Ninguém ficou ferido.[21]
- 12 de março – Um deslizamento de terra atinge casas em Jorge Teixeira, Zona Leste de Manaus, matando oito pessoas.[22]
- 14 de março – Início da onda de ataques violentos em municípios do Rio Grande do Norte.[23]
- 16 de março – Após 66 dias de afastamento, Ibaneis Rocha retorna ao governo do Distrito Federal após autorização do ministro do STF Alexandre de Moraes.[24]
- 17 de março – Um helicóptero cai na Barra Funda, Zona Leste de São Paulo, matando 4 pessoas.[25]
- 24 de março – Fortes chuvas causam inundações em estados das regiões Norte e Nordeste.[26]
- 24 a 26 de março – É realizada a décima edição do Lollapalooza Brasil.[27]
- 26 de março – Em show para 50 mil pessoas no Estádio do Mineirão, em Belo Horizonte, a banda Skank se despede dos palcos após 32 anos de carreira.[28]
- 27 de março – Um aluno de 13 anos promove ataque a faca numa escola estadual da Vila Sônia, em São Paulo. Uma professora morreu e outras quatro pessoas ficaram feridas.[29]
- 28 de março – Brasil atinge a marca de 700 mil mortos pela Covid-19.[30]

### Abril
- 5 de abril – Homem ataca creche em Blumenau, Santa Catarina, matando 4 crianças e ferindo outras 5.[31]
- 8 de abril
  - Uma embarcação com turistas naufraga em Bertioga, litoral de São Paulo, matando duas pessoas.[32]
  - Fortes chuvas causam inundações em municípios do Maranhão.[33]
- 11 de abril – É comemorado o centenário da escola de samba Portela.[34]
- 18 de abril – O Ministério Público de Goiás abre inquérito contra jogadores de futebol do Santos, Corinthians, Red Bull Bragantino, Juventude EC e do Cuiabá, além de casas de aposta e apostadores. Mandados de prisão e de busca e apreensão foram feitos em seis estados.[35]
- 19 de abril – Gonçalves Dias pede demissão do Gabinete de Segurança Institucional (GSI) após imagens da destruição da Praça dos Três Poderes divulgada pela CNN Brasil, mostrarem o ministro e funcionários do GSI não contendo a ação dos vândalos.[36]
- 26 de abril
  - Telegram é novamente bloqueado no Brasil após descumprir decisão judicial do Tribunal de Justiça do Espírito Santo (TJES) ao não entregar a Polícia Federal provas de crimes de grupos considerados neonazistas.[37]
  - É instalada no Congresso Nacional do Brasil a CPMI do Golpe, que investiga os ataques e o financiamento do vandalismo às sedes dos Três Poderes em 8 de janeiro.[38]
- 27 de abril – Um prédio desaba em Olinda, Pernambuco, matando três pessoas.[39]
- 28 de abril - O Presidente da República, Luiz Inácio Lula da Silva, assina decretos de homologação de seis terras indígenas:

### Maio
- 9 e 10 de maio – Clubes participantes do Campeonato Brasileiro de Futebol afastam jogadores citados nas investigações da Operação Penalidade Máxima.[40]
- 16 de maio
  - Por unanimidade, o Tribunal Superior Eleitoral (TSE) cassa o mandato do deputado Deltan Dallagnol (Podemos-PR) por fraude na Lei da Ficha Limpa.[41]
  - Superior Tribunal de Justiça Desportiva (STJD) suspende oito jogadores investigados na Operação Penalidade Máxima por fraudes nas apostas esportivas.[42]
- 22 de maio
  - Governo Federal declara estado de emergência zoossanitária pelo aumento de casos de influenza aviária.[43]
  - A Polícia do Rio de Janeiro encontra o corpo do ator Jeff Machado, desaparecido desde o fim de janeiro.[44]
- 31 de maio – O ex-presidente Fernando Collor é condenado pelo STF a 8 anos e 10 meses de prisão por corrupção passiva e lavagem de dinheiro.[45]

### Junho
- 8 de junho – Um caminhão-tanque que transportava combustível tomba e pega fogo na Serra de Petrópolis, Rio de Janeiro, matando o motorista do veículo.[46]
- 15 de junho – Ciclone extratropical atinge o Rio Grande do Sul, deixando 16 pessoas mortas e cerca de 14 mil desalojadas.[47]
- 16 de junho – Sismo de magnitude estimada em 4,7 atinge municípios do Litoral de São Paulo e Vale do Ribeira.[48]
- 19 de junho – Atirador invade uma escola estadual em Cambé, interior do Paraná, e mata duas pessoas.[49][50][51]
- 26 de junho – Incêndio atinge um lixão em Teresópolis, Rio de Janeiro, e fumaça encobre a cidade, causando transtornos.[52]
- 28 de junho – Início da divulgação de dados do Censo 2022. Brasil tem oficialmente 203.602.512 habitantes.[53]
- 30 de junho – Por 5 votos a 2, o TSE condena o ex-presidente Jair Bolsonaro à inelegibilidade por 8 anos.[54]

### Julho
- 2 de julho – É comemorado o bicentenário da Independência da Bahia.[55]
- 3 de julho – Boi Caprichoso conquista o título do 56° Festival Folclórico de Parintins.[56]
- 6 de julho – Texto-base da Reforma Tributária é aprovado na Câmara dos Deputados.[57]
- 8 de julho – Um prédio desaba em Paulista, Pernambuco, deixando 14 pessoas mortas.[58]
- 12 de julho – Ciclone extratropical volta a atingir o Rio Grande do Sul, chegando também a cidades de Santa Catarina.[59]
- 26 de julho
  - Uma explosão num silo de uma cooperativa no município de Palotina, Paraná, deixa 8 mortos, 11 pessoas feridas e uma desaparecida.[60] Dentre as vítimas fatais estão 7 haitianos.[61]
  - Outro ciclone extratropical, de menor intensidade, atinge a região Sul, sendo o quarto a atingir a área desde junho.[62]
- 27 à 31 de julho – 16 pessoas são mortas durante uma operação policial iniciada após a morte de um soldado da ROTA no Guarujá, São Paulo.[63][64]

### Agosto
- 2 de agosto – Uma operação policial no Complexo da Penha, Rio de Janeiro, deixa 10 pessoas mortas.[65]
- 3 de agosto – Cristiano Zanin toma posse como ministro do Supremo Tribunal Federal.[66]
- 8 de agosto – Um helicóptero da Marinha cai durante treinamento em Formosa, Goiás, deixando 2 mortos e 12 feridos.[67]
- 9 de agosto
  - Silvinei Vasques, ex-diretor da Polícia Rodoviária Federal, é preso em Florianópolis na investigação sobre interferência nas eleições de 2022.[68]
  - Luís Roberto Barroso é eleito presidente do Supremo Tribunal Federal.[69]
- 15 de agosto – Um apagão atinge 25 estados do Brasil e o Distrito Federal. Roraima foi o único estado a não ser afetado.[70]
- 17 de agosto – Mãe Bernadete, ialorixá e líder quilombola brasileira, é assassinada a tiros em Simões Filho, Bahia.[71]
- 20 de agosto
  - Um ônibus que transportava torcedores do Corinthians capota na Rodovia Fernão Dias, altura de Igarapé, Minas Gerais, matando sete pessoas.[72]
  - Apresentador Fausto Silva sofre infarto e é internado em São Paulo. O artista precisou fazer um transplante de coração.[73]
- 30 de agosto – Cantor Regis Danese sofre grave acidente no município de Ceres em Goiás. O veículo em que ele estava colidiu com uma carreta.[74]

### Setembro
- 1 de setembro – Uma explosão na caldeira de uma metalúrgica em Cabreúva, São Paulo, deixa 3 mortos e mais de 30 feridos.[75]
- 2 de setembro – Ator Kayky Brito é atropelado enquanto atravessava a Avenida Lúcio Costa, no Rio de Janeiro. O artista foi internado em estado grave após sofrer múltiplas fraturas.[76]
- 2 a 10 de setembro – É realizada a primeira edição do The Town no Autódromo de Interlagos.[77]
- 3 de setembro – Mingau, músico do Ultraje a Rigor, é baleado na cabeça numa tentativa de assalto em Paraty, Rio de Janeiro.[78]
- 4 de setembro – Um ciclone extratropical desastroso atinge pela terceira vez o Rio Grande do Sul, deixando ao menos 48 mortos. Uma pessoa também morreu em Santa Catarina.[79][80]
- 14 de setembro – Corte do Supremo Tribunal Federal condena os primeiros réus pelo envolvimento nos ataques golpistas as sedes dos três poderes, em 8 de janeiro. Penas chegam à 17 anos de prisão.[81]
- 16 de setembro – Queda de um avião em Barcelos, Amazonas, mata 14 pessoas.[82]
- 17 de setembro – Início de forte onda de calor no Brasil, registrando temperaturas acima de 40ºC em vários estados.[83]
- 19 de setembro – Câmara Municipal de São Paulo cassa mandato do vereador Camilo Cristófaro (Avante) com 45 votos favoráveis, cinco abstenções e nenhum voto contrário a perda do mandato, por fala racista do parlamentar.[84]
- 21 de setembro – Por 9 votos a 2, plenário do STF derruba o marco temporal das terras indígenas.[85]
- 27 de setembro – Fortes temporais em diversas cidades do estado de São Paulo devido ao encontro de uma frente fria com uma onda de calor, com registros de ventos intensos e queda de granizo.[86][87][88][89]
- 28 de setembro – Luís Roberto Barroso assume a presidência do Supremo Tribunal Federal.[90]

### Outubro
- 3 de outubro – Funcionários da CPTM, Metrô de São Paulo e Sabesp fazem paralisação por 24 horas.[91]
- 5 de outubro – Três médicos são assassinados a tiros em um quiosque na Barra da Tijuca, Rio de Janeiro.[92]
- 11 à 14 de outubro – Uma fumaça provocada por queimadas encobre a cidade de Manaus, causando transtornos.[93]
- 14 de outubro – Ocorre o Eclipse solar anular no Brasil e em outros países do continente americano[94]
- 17 de outubro – Quatro trabalhadores morrem soterrados em uma construção de um supermercado em Belo Horizonte.[95]
- 23 de outubro
  - Um adolescente de 16 anos promove ataque a tiros em uma escola de Sapopemba, Zona Leste de São Paulo. Uma aluna morreu e outros três ficaram feridos.[96]
  - Onda de ataques violentos em bairros da Zona Oeste do Rio de Janeiro após a morte de um miliciano numa operação policial. 35 ônibus e um trem foram incendiados.[97][98]
- 29 de outubro – Queda de um avião em Rio Branco, Acre, mata 12 pessoas.[99]
- 31 de outubro
  - Ex-senador Telmário Mota é preso em Nerópolis, Goiás, sob a acusação de ser o mandante do assassinato de sua ex-esposa.[100]
  - O ex-presidente Jair Bolsonaro volta a ser condenado à inelegibilidade por 8 anos pelo uso político das comemorações do bicentenário da Independência do Brasil, em 2022. Na mesma ação, o TSE também condenou o ex-ministro Walter Braga Netto com a mesma pena.[101]

### Novembro
- 1 de novembro – Pela 31ª rodada do campeonato brasileiro, o Palmeiras ganha de virada em jogo histórico por 4 a 3 do Botafogo e consolida seu caminho rumo ao título do campeonato.[102]
- 3 de novembro – Linha de instabilidade associada à passagem de um ciclone extratropical atinge o estado de São Paulo, provocando ventos acima de 100 km/h em várias áreas. Oito pessoas morreram.[103]
- 8 de novembro – Início da nova onda de calor no Brasil, registrando temperaturas acima de 40ºC em vários estados.[104]
- 17 de novembro – Durante o primeiro show da cantora estadunidense Taylor Swift no Estádio Olímpico Nilton Santos, cerca de mil pessoas desmaiaram devido ao forte calor no Rio de Janeiro, que registrou sensação térmica próxima de 60°C. A estudante Ana Clara Benevides Machado sofreu uma parada cardiorrespiratória e morreu durante o concerto.[105][106][107]
- 19 de novembro – A cidade de Araçuaí, em Minas Gerais, registra 44,8°C, a maior temperatura já registrada na história do Brasil.[108]
- 30 de novembro – Prefeitura de Maceió decreta situação de emergência devido ao risco de um colapso de uma mina pertencente à Braskem na região da Lagoa Mundaú, no bairro Mutange.[109]

### Dezembro
- 4 de dezembro – O cantor Alexandre Pires é alvo de buscas e apreensões na Operação Disco de Ouro, desdobramento da Operação Guardiões do Bioma que investiga lavagem de dinheiro que envolve a exploração ilegal de minérios na Terra Indígena Yanomami. Segundo a Polícia Federal, o artista teria recebido R$ 1 milhão de uma empresa envolvida no esquema. O empresário de Alexandre, Matheus Possebon, foi preso pelos agentes federais juntamente com Christian Costa dos Santos, que atua com garimpo ilegal.[110]
- 5 de dezembro
  - Fortes chuvas causam inundações e transtornos em Uberlândia, Minas Gerais.[111]
  - Cantor Zé Neto, da dupla com Cristiano sofre grave acidente na cidade de Fronteira em Minas Gerais. O artista fraturou três costelas e foi internado.[112]
- 10 de dezembro
  - Incêndio ocasionado por um curto-circuito na rede elétrica de um acampamento do Movimento dos Trabalhadores Rurais Sem Terra (MST) em Parauapebas, Pará, deixou 9 mortos.[113]
  - Parte da mina da Braskem se rompe em Maceió.[114]
- 13 de dezembro – O 3º Tribunal do Júri do Rio de Janeiro condenou Caio Silva de Souza a 12 anos de prisão pela morte do cinegrafista Santiago Andrade, atingido por um rojão em 2014. Fábio Raposo Barbosa foi absolvido.[115]
- 17 de dezembro – O ex-jogador Marcelinho Carioca é sequestrado em Itaquaquecetuba, São Paulo, sendo encontrado e resgatado pela polícia na tarde do dia seguinte. Cinco pessoas foram presas, suspeitas de envolvimento no crime.[116][117]
- 18 de dezembro – Paulo Gonet toma posse como Procurador-Geral da República.[118]
- 20 de dezembro – Reforma Tributária é promulgada no Congresso Nacional.[119]
- 21 de dezembro
  - Teto de uma igreja desaba em Montezuma, Minas Gerais, deixando cerca de 80 feridos.[120]
  - Sancionada pelo presidente Luiz Inácio Lula da Silva a lei que oficializa o Dia da Consciência Negra como feriado nacional.[121]
  - A cantora americana Beyoncé faz visita surpresa ao Brasil para apresentação em um evento com fãs em Salvador, Bahia.[122]
- 23 de dezembro – Avião de pequeno porte cai em Jaboticabal, estado de São Paulo, causando a morte de cinco pessoas. Dentre as vítimas, estão três adultos, um adolescente e uma criança.[123]
- 27 de dezembro
  - Morre de falência múltipla dos órgãos aos 91 anos o empresário Jacob Barata, mais conhecido como "Rei do Ônibus". [124]
  - Morre aos 37 anos o inflenciador digital e apresentador PC Siqueira. O corpo foi encontrado em seu apartamento com sinais de suicídio. [125]
- 31 de dezembro – Três pessoas morrem e 14 ficam feridas após o desabamento parcial de uma edificação residencial em Aracaju (SE). A causa da queda da estrutura foi uma explosão.[126]

## Esportes
- 25 de janeiro – Palmeiras conquista a Copa São Paulo de Futebol Júnior pela segunda vez consecutiva ao vencer o América Mineiro por 2-1 no Estádio do Canindé.[127]
- 26 de janeiro – Em Melbourne, Austrália, Luisa Stefani e Rafael Matos conquistam o título do Australian Open na categoria de duplas mistas.[128]
- 28 de janeiro – Palmeiras conquista o título da Supercopa do Brasil pela primeira vez ao vencer o Flamengo por 4-3 no Estádio Mané Garrincha.[129]
- 5 de fevereiro – Em Sharjah, Emirados Árabes Unidos, Rayssa Leal conquista o título do Mundial de Skate Street.[130]
- 11 de fevereiro – Após ser derrotado pelo Al-Hilal por 3-2 na semifinal, Flamengo conquista o terceiro lugar na Copa do Mundo de Clubes da FIFA de 2022 ao vencer o Al-Ahly por 4-2 no Estádio Ibn Batouta, em Tânger, Marrocos.[131]
- 12 de fevereiro – Corinthians conquista a Supercopa do Brasil de Futebol Feminino pela segunda vez consecutiva ao derrotar o Flamengo na final por 4-1 na Neo Química Arena.[132]
- 28 de fevereiro – Independiente del Valle conquista o título da Recopa Sul-Americana pela primeira vez ao vencer o Flamengo nos pênaltis por 5-4 no Estádio do Maracanã após o placar agregado de 1-1 nas duas partidas do certame.[133]
- 25 de março – O piloto neozelandês Mitch Evans vence o EPrix de São Paulo.[134]
- 6 de abril – A Inglaterra vence a primeira edição da Copa dos Campeões CONMEBOL–UEFA de Futebol Feminino ao derrotar o Brasil nos pênaltis por 4-2 após empate por 1-1 no Estádio de Wembley, em Londres, Inglaterra.[135]
- 30 de abril – Sada Cruzeiro é campeão da Superliga Masculina de Vôlei pela oitava vez ao vencer o Itambé Minas na final por 3 sets a 0 na Farma Conde Arena, em São José dos Campos.[136]
- 7 de maio – Dentil Praia Clube é campeão da Superliga Feminina de Vôlei pela segunda vez ao vencer o Gerdau Minas na final por 3 sets a 0 no Ginásio Sabiazinho, em Uberlândia.[137]
- 3 de junho – A Seleção Brasileira é eliminada da Copa do Mundo Sub-20 nas quartas de final ao ser derrotada por Israel na prorrogação por 3-2 no Estádio del Bicentenario, em San Juan, Argentina.[138]
- 8 de junho – Em Paris, França, Beatriz Haddad Maia avança à semifinal do Torneio de Roland Garros, sendo a primeira tenista brasileira a chegar nesta fase de um Grand Slam desde 1968. Na disputa, foi derrotada pela polonesa Iga Świątek por 2 sets a 0.[139][140]
- 10 de junho – Franca conquista o título do Novo Basquete Brasil pela segunda vez consecutiva ao vencer o São Paulo por 92-68 no Pedrocão e fechar em 3-2 a série decisiva.[141]
- 16 de julho – Em Cluj-Napoca, Romênia, a Seleção Brasileira conquista a medalha de ouro na etapa da Copa do Mundo de Ginástica Rítmica.[142]
- 2 de agosto – A Seleção Brasileira é eliminada da Copa do Mundo de Futebol Feminino na fase de grupos ao empatar sem gols com a Jamaica no Estádio Retangular de Melbourne, Austrália.[143]
- 1° de setembro – Gabriel Bortoleto conquista o título da Fórmula 3 na etapa de Monza, Itália.[144]
- 9 de setembro
  - Em Trestles, na Califórnia, Estados Unidos, Filipe Toledo conquista o título do Circuito Mundial Masculino de Surfe pela segunda vez consecutiva ao vencer Ethan Ewing na última etapa da competição.[145]
  - Em Nova Iorque, Estados Unidos, João Fonseca conquista o título do US Open na categoria juvenil.[146]
- 10 de setembro – Corinthians conquista o título do Campeonato Brasileiro de Futebol Feminino pela quinta vez ao vencer a Ferroviária nas finais com um empate por 0-0 na Fonte Luminosa e uma vitória por 2-1 na Neo Química Arena.[147]
- 24 de setembro – São Paulo conquista o título da Copa do Brasil pela primeira vez ao derrotar o Flamengo na final com uma vitória por 1-0 no Estádio do Maracanã e um empate por 1-1 no Estádio do Morumbi.[148]
- 4 de outubro – Em Antuérpia, Bélgica, a Seleção Brasileira feminina conquista a medalha de prata no Campeonato Mundial de Ginástica Artística na disputa por equipes, alcancando um resultado inédito.[149]
- 21 de outubro – Corinthians conquista o título da Copa Libertadores de Futebol Feminino pela quarta vez ao derrotar o Palmeiras por 1-0 na final realizada no Estádio Olímpico Pascual Guerrero, em Cáli, Colômbia.[150]
- 28 de outubro – LDU conquista o título da Copa Sul-Americana pela segunda vez ao vencer o Fortaleza nos pênaltis por 4-3 após o empate por 1-1 no Estádio Domingo Burgueño, em Punta del Leste, Uruguai.[151]
- 4 de novembro – Fluminense conquista o título da Copa Libertadores da América pela primeira vez ao vencer o Boca Juniors na prorrogação por 2-1 no Estádio do Maracanã.[152]
- 5 de novembro – Brasil encerra participação nos Jogos Pan-Americanos de Santiago, Chile, com 205 medalhas conquistadas, sendo seu melhor resultado na história da competição. Ao todo foram 66 medalhas de ouro, 73 medalhas de prata e 66 medalhas de bronze.[153]
- 14 de novembro – Vitória conquista o título do Campeonato Brasileiro da Série B pela primeira vez, ao ser beneficiado com o empate entre Guarani e Criciúma por 1–1, na 36.ª rodada.[154]
- 24 de novembro – A Seleção Brasileira é eliminada da Copa do Mundo Sub-17 nas quartas de final ao ser derrotada pela Argentina por 3-0 no Estádio Internacional de Jacarta, na Indonésia.[155]
- 3 de dezembro – No Ginásio do Ibirapuera, Rayssa Leal conquista a Street League Skateboarding pela segunda vez consecutiva.[156]
- 6 de dezembro
  - Palmeiras conquista o Campeonato Brasileiro na última rodada, sagrando-se bicampeão consecutivo, ao empatar com o Cruzeiro por 1–1 no Estádio do Mineirão.[157]
  - Com a derrota para o Fortaleza por 2-1 na Vila Belmiro, o Santos é rebaixado para a Série B do Campeonato Brasileiro pela primeira vez na história.[158]
- 17 de dezembro – Atlântico conquista a Liga Nacional de Futsal pela primeira vez ao vencer o Joinville por 2-1 no Ginásio Alcides Pan, em Toledo, Paraná.[159]
- 22 de dezembro – Manchester City conquista o título da Copa do Mundo de Clubes da FIFA ao vencer o Fluminense por 4-0 no Cidade dos Esportes Rei Abdullah, em Jidá, Arábia Saudita.[160]

## Mortes

### Janeiro
- 3 – Rita de Cássia – Compositora[161]
- 5
  - Chico Liberato – Artista plástico e cineasta[162]
  - Renatinho – Cantor e compositor; vocalista do grupo Bokaloka[163]
- 6  – Walmor Barbosa Martins – Político[164]
- 7 – Manhoso – Cantor e humorista[165]
- 8
  - Roberto Dinamite – Ex-jogador[166]
  - Flávio Carneiro Rodrigues  – Padre, escritor e professor[167]
  - Walter Tosta – Político[168]
- 11 – Luiz Orlando Carneiro – Jornalista[169]
- 13 – Carlos Colla – Compositor[170]
- 19 – Sérgio Abreu – Violinista[171]
- 22 – Gilson Ricardo – Jornalista, radialista e comentarista esportivo[172]
- 25 – José Reis Pereira – Professor e político[173]
- 26
  - Luiz Carlos da Silva Bueno – Político e militar[174]
  - Olimpio Bonald Neto  – Advogado, professor e poeta[175]
- 28
  - Paulo Roberto de Souza Matos  – Político[176]
  - Márcio Catão  – Administrador e político[177]
  - Dulce Whitaker  – Socióloga[178]
- 29
  - Adriana Dias – Antropóloga[179]
  - Bettina Orrico  – Culinarista[180]
- 31 – Ilya São Paulo – Ator[181]

### Fevereiro
- 2 – Glória Maria – Jornalista[182]
- 3
  - José Luiz de Magalhães Lins – Banqueiro[183]
  - Roberto Purini – Político[184]
- 5 – Gerhard Malnic – Cientista[185]
- 11 – Helena Parente Cunha – Escritora[186]
- 12 – Amazonino Mendes – Advogado e político; ex-prefeito de Manaus e ex-governador do Amazonas[187]
- 14
  - Djalma Limongi Batista – Cineasta[188]
  - Vito Schlickmann – Prelado[189]
- 21 – íris de Araújo – Política[190]
- 22
  - Germano Mathias – Cantor e compositor[191]
  - Mestre Piticaia – Produtor cultural[192]
- 28
  - Roque Aras – Político[193]
  - Manoel Junior – Político[194]

### Março
- 2 – Duílio Genari – Político[195]
- 3
  - Emílio Pitta – Ator[196]
  - Erney Plessmann de Camargo – Médico e cientista[197]
  - Sueli Costa – Cantora[198]
- 4
  - Márcio Guedes – Jornalista e comentarista esportivo[199]
  - Paulo Caruso – Cartunista[200]
- 5
  - Romualdo Arppi Filho – Ex-árbitro de futebol[201]
  - Pedrinho Matador – Assassino em série[202]
- 10
  - Bebeto Castilho – Cantor e compositor[203]
  - Servio Tulio – Músico e radialista[204]
- 11 – Mário Borriello – Carnavalesco[205]
- 12 – Antônio Pedro – Ator[206]
- 13
  - Canisso – Músico; baixista da banda Raimundos[207]
  - Eliseu Padilha – Político; ex-deputado e ex-ministro[208]
- 15
  - Theo de Barros – Músico[209]
  - José Elias Moreira – Político[210]
- 17 – Edmar Moreira – Político[211]
- 21 – Thatianne Ferro Teixeira – Política[212]
- 23 – DJ Jamaika – Cantor[213]
- 24
  - Márcia Barrozo do Amaral – Galerista[214]
  - Flávio de Almeida Coelho – Empresário[215]
- 25 – Juca Chaves – Músico e humorista [216]
- 29 – Gilmara Sanches – Atriz e dubladora [217]
- 30 – Raimundo Fernandes – Político [218]
- 31 – Palmério Dória – Jornalista e escritor [219]

### Abril
- 1
  - Lúcio Ignácio Baumgaertner – Prelado[220]
  - Léa Camargo – Atriz[221]
- 2 – José Jovêncio Balestieri – Prelado[222]
- 4 – Rinaldo Amorim – Futebolista[223]
- 6 – Nei Paulo Moretto – Prelado[224]
- 8 – Paulo de Tarso Sanseverino – Jurista e professor; ministro do Superior Tribunal de Justiça e do Tribunal Superior Eleitoral[225]
- 9 – Leite Chaves – Político[226]
- 11 – Cynara – Cantora; integrante do Quarteto em Cy[227]
- 14 – Fughetti Luz – Cantor e compositor[228]
- 15 – Hugo de Brito Machado – Jurista[229]
- 16 – Antônio Celso de Queiroz – Prelado[230]
- 18 – Boris Fausto – Historiador e cientista[231]
- 20 – Ada Mello – Política[232]
- 22 – Andre Pomba – DJ e músico[233]
- 23
  - Jacy Miguel Scanagatta – Político[234]
  - Celso Borges – Poeta, letrista e jornalista[235]
- 26 – Alzira Rufino – Escritora[236]
- 28 – Robson Gracie – Lutador e mestre de jiu-jitsu[237]

### Maio
- 1 – Felipe Colares – Lutador[238]
- 2 – Fera da Penha – Criminosa[239]
- 3 – Velho Milongueiro – Músico[240]
- 7 – Palmirinha Onofre – Cozinheira e apresentadora[241]
- 8 – Rita Lee – Cantora e compositora[242]
- 9 – David Miranda – Jornalista e político; ex-deputado federal[243]
- 10
  - João Antônio Dib – Político[244]
  - Luiz Carlos Borges – Cantor, compositor e instrumentalista[245]
- 11 – Paula Borgo – Voleibolista[246]
- 12 – Dum-Dum – Rapper[247]
- 14
  - Ricardo Guerrino Brusati – Bispo católico[248]
  - Teodomiro Romeiro dos Santos – Juiz[249]
- 16 – Nelsinho Rosa – Ex-treinador e ex-jogador[250]
- 22 – Vagner Benazzi – Ex-treinador e ex-jogador[251]
- 24 – Xandy Negrão – Piloto e empresário[252]
- 28 – Carlos Alberto Prates Correia – Cineasta[253]

### Junho
- 1
  - Lauro Fabiano – Dublador[254]
  - Abdias Cabral de Moura Filho – Jornalista[255]
- 5 – Astrud Gilberto – Cantora[256]
- 6
  - Maurício Assumpção – Dirigente esportivo[257]
  - Carlos Moura – Cantor[258]
- 7
  - Baena Soares – Diplomata[259]
  - Ailton Paranaíba Vilela – Político[260]
- 8 – Hélio Turco – Compositor[261]
- 9 – Wladimir Pomar – Jornalista, escritor e político[262]
- 11 – Fábio de Melo Sene – Pesquisador
- 15
  - Luiz Schiavon – Compositor e instrumentista[263]
  - Albeneir – Futebolista[264]
- 17 – Dave Maclean – Cantor e compositor[265]
- 19
  - Paulo Morsa – Comentarista esportivo[266]
  - Paulo Debétio – Compositor, produtor musical, músico e cantor[267]
- 20 – Zeca do Trombone – Instrumentista[268]
- 21 – Lucia Hippolito – Jornalista e cientista política[269]
- 27 – Antonio Perna Fróes – Músico[270]
- 29
  - Mário Monteiro – Cenógrafo e carnavalesco[271]
  - Alysson Paulinelli – Agrônomo e político; ex-ministro da Agricultura [272]
- 30 – Gil Rocha – Jornalista e narrador esportivo[273]

### Julho
- 2 – Sepúlveda Pertence – Jurista, advogado e magistrado; ex-ministro do Supremo Tribunal Federal [274]
- 3 – Maria Luiza Kfouri – Jornalista e musicóloga [275]
- 4 –
  - Siqueira Campos – Político; criador e ex-governador do Tocantins [276]
  - Chico Ferramenta – Político e sindicalista [277]
- 5 – Antônio Bartolomeu – Empresário e político [278]
- 6 – Zé Celso – Diretor, ator, dramaturgo e encenador; fundador do Teatro Oficina[279]
- 7 – Neusa Maria Faro – Atriz[280]
- 10 – Celso Barros – Jurista e político
- 11
  - Índia Potira – Ex-chacrete[281]
  - Solimar Carneiro – Ativista [282]
- 12 – Fernando Ferretti – Treinador de futsal[283]
- 14
  - Sérgio Amaral – Advogado, diplomata, professor universitário e político[284]
  - Rochinha – Político[285]
- 15 – Daniel Frasson – Futebolista e treinador [286]
- 17
  - José Bonifácio Novellino – Político[287]
  - João Donato – Músico[288]
  - Palhinha – Ex-jogador e ex-treinador[289]
- 19 – Henrique dos Santos – Futebolista [290]
- 24
  - Leny Andrade – Cantora[291]
  - Doris Monteiro – Atriz e cantora[292]
- 26
  - Geraldo Lyrio Rocha – Prelado [293]
  - Antônio Olímpio – Político [294]
- 29 – Edgar Pozzer – Cantor [295]

### Agosto
- 1 – Maria Helena Dias – Atriz[296]
- 2
  - Miguel Livramento – Jornalista esportivo [297]
  - Jerônimo Jardim – Compositor e escritor [298]
- 3 – Ana Maria Carvalho – Cantora e artista [299]
- 4 – Ivonir Machado – Músico [300]
- 7 – Aracy Balabanian – Atriz[301]
- 9 – Aderbal Freire Filho – Diretor e apresentador[302]
- 10 – Dad Squarisi – Escritora e jornalista [303]
- 13 – José Murilo de Carvalho – Historiador e membro da Academia Brasileira de Letras[304]
- 15
  - Léa Garcia – Atriz[305]
  - Germano Vieira – Político [306]
- 23
  - Francisco Dornelles – Político[307]
  - Eduardo Barbosa – Médico e político[308]
  - João Carlos Cauduro – Arquiteto [309]
- 25 – Carlos Gonzaga – Músico e cantor[310]
- 26
  - Geraldo Majella Agnelo – Cardeal[311]
  - MC Marcinho – Cantor e compositor[312]
- 28 – Lana Bittencourt – Cantora e atriz[313]
- 31 – Salatiel Carvalho – Político [314]

### Setembro
- 2 – Sylvia da Silveira de Mello Vargas – Médica e professora [315]
- 3 – José Gregori – Escritor e político[316]
- 5 – Antonio Galves – Matemático [317]
- 6 – Carlos Walter Porto-Gonçalves – Geógrafo [318]
- 7
  - Raimundo Varela – Radialista, político e apresentador[319]
  - Nelson Travnik – Astrônomo[320]
- 8
  - Alberto Setzer – Pesquisador[321]
  - Dolores Nunes – Política [322]
- 9 – Germano Gerdau – Empresário[323]
- 12 – Luiz Antônio Piá – Roteirista e diretor [324]
- 15 – Paulo Goulart – Futebolista [325]
- 18 – Marinho Peres – Ex-futebolista[326]
- 19 – Harildo Deda – Ator e diretor [327]
- 21 – Walewska – Voleibolista[328]
- 22 – Maria Carmem Barbosa – Dramaturga, roteirista e autora de telenovelas[329]
- 23 – Max Lopes – Carnavalesco[330]
- 24 – Ana Maria de Almeida Camargo – Historiadora e arquivista[331]
- 25 – Paulo André Barata – Cantor, compositor e instrumentista[332]
- 30 – Eurico dos Santos Veloso – Prelado[333]

### Outubro
- 1
  - Bird Clemente – Automobilista[334]
  - Paulo Giovanni – Publicitário[335]
- 4 – Murílio de Avellar Hingel – Político, geógrafo e professor[336]
- 6 – Moreira Alves – Jurista e professor[337]
- 9 – Mauro Morelli – Prelado[338]
- 10 – Sérgio Drugovich – Automobilista[339]
- 12
  - Álvaro Correia – Político[340]
  - Ivo Lech – Político[341]
- 13 – João Luiz Ribeiro – Ginasta[342]
- 21
  - Carlos Amorim – Jornalista e diretor de televisão[343]
  - Celso Vecchione – Guitarrista[344]
- 22 – Cyva – Cantora; integrante do Quarteto em Cy[345]
- 24 – César Vieira – Autor, diretor e advogado[346]
- 27 – Rodrigo Corrêa-Oliveira – Imunologista e pesquisador [347]
- 28 – Tito Costa – Político[348]
- 29 – Danilo Santos de Miranda – Diretor e filósofo [349]
- 30 – Lorna Washington – Artista transformista [350]
- 31
  - Roberto Szaniecki – Carnavalesco[351]
  - Sérgio de Castro – Político[352]

### Novembro
- 1 – Cláudio Strassburger – Político[353]
- 3 – Elizângela – Atriz [354]
- 5 – Lolita Rodrigues – Atriz e apresentadora[355]
- 7 – João Leite Neto – Jornalista e Político [356]
- 20 – Alberto Pinto Coelho Júnior – Político; ex-governador de Minas Gerais [357]
- 23 – Rubens Minelli – Ex-treinador[358]

### Dezembro
- 3
  - Antônio Bispo dos Santos – Filósofo[359]
  - Gil Brother Away – Humorista [360]
- 13 – Pedro Henrique – Cantor[361]
- 16 – Carlos Lyra – Cantor, compositor e violinista[362]
- 27 - PC Siqueira - Youtuber e apresentador
- 29 – Gil de Ferran – Automobilista e dirigente esportivo[363]